# Hengfeng

Lage Hengfengs in Jiangxi

Der Kreis Hengfeng (chinesisch 横峰县, Pinyin Héngfēng Xiàn) ist ein chinesischer Kreis im Nordosten der Provinz Jiangxi. Er gehört zum Verwaltungsgebiet der bezirksfreien Stadt Shangrao. Der Kreis Hengfeng hat eine Fläche von 655,2 km² und zählt 184.870 Einwohner (Stand: Zensus 2010). Sein Hauptort ist die Großgemeinde Cenyang (岑阳镇).

## Administrative Gliederung
Auf Gemeindeebene setzt sich der Kreis Hengfeng aus zwei Großgemeinden und sechs Gemeinden zusammen. 